# Вобі

Вобі — в грузинській міфології — божество грози і погоди.
Дослідники вбачають сліди культу бога Вобі в мегрельсько- сванській назві п'ятого дня тижня (п'ятниці): Вобішха — «день Вобі».